# Dreadnoughtus schrani
Dreadnoughtus schrani vägde upp mot 59.3 ton och kunde bli upp till 26 meter lång, denna växtätande dinosaurie kan vara det största landlevande djur som någonsin levt. Den levde i yngre krita för 77 miljoner år sen. Dreadnoughtus schrani tillhörde gruppen titanosaurier som tillhörde ordningen sauropoder. 
Ett fossil upptäcktes 2005 i södra Patagonien i Argentina. Paleontologarna har lyckats hitta mer än 70 procent av skelettet. 
Namnet kommer från de slagskepp som Storbritannien hade i början av förra seklet, men "dreadnought" betyder också att inte vara rädd för någonting.